# Schulferien
Als Schulferien wird ein längerer Zeitraum bezeichnet, in dem an einer Schule kein Unterricht stattfindet. Diese Ferien (von lat. feriae „Festtage“) sollen von den Schülern heutzutage vor allem zur Erholung und Entspannung genutzt werden. Die Ferienzeiträume sind über das Schuljahr verteilt. Die Schulferien sind zumeist benannt nach Jahreszeiten oder saisonalen Ereignissen.

## Sicht der Lehrkräfte
Für Lehrer gelten die Schulferien nicht als Urlaub, sondern als unterrichtsfreie Zeit, in der Fortbildungen, Tagungen und Konferenzen stattfinden sollen. Zudem werden oft große Teile der Ferien für die Vorbereitung des Unterrichts für die danach folgende Zeit aufgewendet.
Lehrern steht wie allen anderen Arbeitnehmern und Beamten ein Erholungsurlaub zu, der jedoch in den Schulferien genommen werden muss.

## Geschichte
Im Alten Rom gab es Schulferien (Feriae scholarum) während der Saturnalien und Quinquatren, darüber hinaus anlässlich von öffentlichen Festlichkeiten. Zusätzlich galten an ländlichen Schulen vier Monate von den Iden des Iunius bis zu den Iden des October als Ferien.

### Deutschland
Ein wesentlicher Grund für die Einführung und Festlegung der Ferien in der vorindustriellen Zeit, in der der überwiegende Teil der Bevölkerung auf dem Land lebte, war, dass die Kinder den Eltern bei der Feldbestellung und Ernte helfen mussten, insbesondere in den meist kleinbäuerlichen Betrieben und der Nebenerwerbslandwirtschaft. Man nannte die jeweiligen Kurzferien auch: Pfingstferien, Heuferien, Getreideferien, Grummetferien, Kartoffelferien und Weihnachtsferien. Die Kinder waren als Helfer unentbehrlich.
Die Schulferien waren ursprünglich mit den kirchlichen Feiertagen identisch. Dazu kamen noch einzelne Tage oder Wochen, zu denen das öffentliche Leben in den Städten ohnehin unterbrochen war (Jahrmärkte, Messen usw.), sowie die heiße Jahreszeit (Hundstagsferien, sogenannte feriae caniculares). Hierbei waren jedoch meistens nur die Nachmittage oder einzelne Wochentage (Montag und Donnerstag) schulfrei. Erst im Zuge der Aufhebung vieler kirchlicher Festtage (in den reformierten Landesteilen), dem Aufkommen von Urlaubsreisen, sowie aus Rücksicht auf die Gesundheit der Schüler begann man, die Schulferien auszuweiten und in gewissen Jahreszeiten zusammenzulegen.
Anfang des 19. Jahrhunderts waren z. B. in der Provinz Brandenburg in den Stadtschulen die Schulferien wie folgt geregelt:
1. Weihnachten: 24. Dezember bis 1. Januar
2. Ostern: Gründonnerstag bis Sonntag, der auf Ostermontag folgt
3. Pfingsten: Pfingstsamstag bis Sonntag, der auf den Pfingstmontag folgt
4. Erntezeit: zwei Wochen
5. Michaelis: eine Woche
6. anlässlich von Märkten (nur, sofern an einer Schule bereits zuvor Marktferien üblich waren): jeweils ein Kramermarkt-Tag

Dies sind insgesamt etwas mehr als sechs Wochen im Jahr. Damit die Schüler bei der Heuernte, Getreide- und Kartoffelernte mithelfen konnten, bestand an Landschulen eine abweichende Regelung: Neben den zuvor unter 1. bis 3. genannten Terminen gab es zusätzlich maximal sechs (je nach Ernteaufkommen auch weniger) Wochen Sommerferien, also insgesamt maximal neun Wochen Ferien pro Jahr.

## Deutschland, Österreich, Schweiz und Liechtenstein
Die Regelungen bezüglich der Schulferien in Deutschland, Österreich und der Schweiz sowie in Liechtenstein sind relativ ähnlich. Die in diesen Ländern üblichen Schulferien sind, im Gegensatz zur Situation in anderen Ländern, nahezu identisch. Ebenso sind die Gremien zur Regelung der Schulferien vergleichbar.

### Festlegung der Termine und ihrer Dauer
Die Zuständigkeit für die Festlegung der Ferientermine und damit auch die Ferientermine selbst variieren von Staat zu Staat. Für die aktuellen Ferientermine sei darum auf die in den Weblinks aufgeführten Veröffentlichungen der offiziellen Stellen verwiesen.
In Deutschland umfassen die Schulferien aufgrund des „Hamburger Abkommens“ vom 28. Oktober 1964 insgesamt 75 Werktage bei einer 6-Tage-Woche und 63 Werktage bei einer 5-Tage-Woche. Die Ferienzeiten selbst legen die einzelnen Bundesländer entweder dauerhaft fest oder variieren sie in Absprache mit anderen Ländern aus verkehrs- und urlaubstechnischen Gründen von Jahr zu Jahr. Koordiniert werden die Ferientermine durch die Kultusministerkonferenz. In den Gemeinden Hirschhorn und Neckarsteinach im Süden von Hessen gelten aufgrund des Verlaufs der Landesgrenze die baden-württembergischen Ferientermine.
Auf den deutschen Inseln Sylt, Föhr, Amrum, Helgoland und den Halligen sowie auf allen ostfriesischen Inseln gelten Sonderregelungen. Auf der Insel Borkum zum Beispiel sind die Sommerferien auf 4 Wochen verkürzt, als Ausgleich sind die Herbstferien auf 4 Wochen verlängert; durch diese Regelung sollen Eltern, die im Tourismus (Hotels, Gaststätten) tätig sind, gerade in der Hochsaison entlastet werden.
In Österreich werden die Ferientermine vom Bundesministerium für Bildung, Wissenschaft und Forschung festgelegt.
In der Schweiz werden die Ferientermine von der Konferenz der kantonalen Erziehungsdirektoren festgelegt.
In Liechtenstein werden die Ferientermine in dem vom Liechtensteiner Schulamt herausgegebenen amtlichen Ferienkalender festgelegt. Er orientiert sich dabei an den Schweizer Ferienterminen.

### Arten der Schulferien
In Deutschland, Österreich und der Schweiz variieren wichtige Ferientermine je nach Bundesland (Deutschland),  Bundesland (Österreich) bzw. Kanton, um den Reiseverkehr zu entzerren. Dabei kann es in der Schweiz auch innerhalb einzelner Kantone unterschiedliche Ferienzeiten geben, während in Österreich meist mehrere Bundesländer die weitgehend gleichen Ferienzeiten haben, so dass es innerhalb Österreichs meist nur zwei oder drei unterschiedliche Ferienzeiten gibt.
Dieser Abschnitt soll einen Überblick über die Bedeutung der verschiedenen Schulferien geben. Sie sind gemäß ihrer chronologischen Abfolge im Schuljahr aufgeführt. Als Überschriften werden die in den offiziellen landesweiten Veröffentlichungen verwendeten Bezeichnungen benutzt.

#### Herbstferien
Die Herbstferien liegen in den Herbstmonaten.
In Deutschland, der Schweiz und Österreich sind die Herbstferien die ersten Ferien nach der Wiederaufnahme des Unterrichts in einem neuen Schuljahr.
Es handelt sich in Deutschland je nach Bundesland um Ferien von einer oder zwei Wochen Dauer im Oktober oder November. Die Herbstferien gingen aus den so genannten Kartoffelferien (bzw. in Bayern aus den freien Tagen an Allerheiligen/Allerseelen) hervor – damals wurden die Bauernkinder von der Schulpflicht befreit, um auf dem elterlichen Hof bei der Kartoffelernte zu helfen.
In der Schweiz dauern sie je nach Kanton ein bis drei Wochen.
In Österreich gibt es bundesweit einheitliche Herbstferien seit 2020. Diese Herbstferien liegen zwischen dem Nationalfeiertag am 26. Oktober und Allerheiligen und Allerseelen. Um diese Herbstferien zu schaffen und nicht mehr Unterrichtszeit zu verlieren, entfallen dafür der Osterdienstag und der Pfingstdienstag als schulfreie Tage. Zusätzlich entfallen ein paar der schulautonomen freien Tage (je nach Lage der Feiertage).

#### Weihnachtsferien
Die Weihnachtsferien beginnen am Ende des Kalenderjahres und erstrecken sich bis zum Anfang des folgenden Jahres.
In Deutschland, Österreich und der Schweiz umfassen sie meistens die Tage vom 24. Dezember (Heiligabend) bis ca. 6. Januar (Hl. Drei Könige). In einigen deutschen Bundesländern und Schweizer Kantonen dauern die Weihnachtsferien nur bis zum Jahreswechsel.

#### Winter-/Sport-/Zeugnis-/Semester-/Faschingsferien
Diese Ferien liegen am Anfang des Kalenderjahres.
In Deutschland sind Winterferien seit der Wiedervereinigung in den meisten Bundesländern üblich, wie bereits zuvor in der DDR. Ihre Dauer liegt zwischen wenigen Tagen und zwei Wochen mit Schwerpunkt auf einer Woche. Eine weitere geläufige Bezeichnung für diese Ferien ist Faschingsferien/Fastnachtsferien, falls sie am Rosenmontag beginnen; in Bayern werden sie offiziell als Frühjahrsferien tituliert.
In einigen Bundesländern werden die Winterferien Zeugnisferien genannt, weil dort am letzten Tag vor diesen Ferien die Halbjahreszeugnisse bei den Grund- und weiterführenden Schulen ausgegeben werden.
In der Schweiz dauern die Sportferien eine bis zwei Wochen und sind je nach Kanton zwischen Ende Januar und Anfang März angesiedelt.
In Österreich werden diese Schulferien als Semesterferien bezeichnet. Sie dauern eine Woche und finden im Laufe des Februars statt. Sie markieren die Hälfte des Schuljahres (vgl. Semester). Die Termine sind in drei Gruppen von Bundesländern gestaffelt. Die Semesterferien wurden in Österreich 1973 während der ersten Ölkrise unter dem Namen Energieferien eingeführt. Der Grundgedanke war, durch eine Woche minimal geheizter Schulhäuser während der kältesten Jahreszeit Heizöl zu sparen. Inzwischen werden diese Ferien häufig für einen Urlaub in den Wintersportgebieten genutzt und dienen somit der Förderung der heimischen Tourismusbranche. In der Folge wurden sie beibehalten und in Semesterferien umbenannt.
An Hochschulen werden die vorlesungsfreien Zeiten zwischen den Semestern (Studienhalbjahren) inoffiziell ebenfalls als „Semesterferien“ bezeichnet. Diese vorlesungsfreien Zeiten an Hochschulen sind jedoch generell unabhängig von Schulferien, insbesondere den Semesterferien an österreichischen Schulen.

#### Oster-/Frühjahrs-/Frühlingsferien
In Deutschland dauern die Osterferien/Frühjahrsferien je nach Bundesland zumeist ein bis drei Wochen und umfassen meist die Karwoche und Ostern. Im Bundesland Nordrhein-Westfalen sind sie beispielsweise zugunsten der Herbstferien auf zwei Wochen gekürzt. In Hamburg finden sie unabhängig von Ostern als Skiferien im März statt.
In der Schweiz sind die Frühlingsferien unabhängig von Ostern gesetzt. Sie dauern meistens zwei Wochen und sind je nach Kanton zwischen Anfang April und Anfang Mai.
In Österreich dauern Osterferien etwas mehr als eine Woche, sie umfassen regulär die Karwoche bis zum Ostermontag.

#### Pfingstferien
Die Pfingstferien orientieren sich an Pfingsten und Christi Himmelfahrt.
In Deutschland kennen nur einige Bundesländer ausgedehnte ein- bis zweiwöchige Pfingstferien. In den anderen Bundesländern sind nur einige Tage zusätzlich zu den Feiertagen schulfrei, in einigen Bundesländern gibt es keine Pfingstferien. Dies hängt davon ab, ob die Sommerferien im jeweiligen Bundesland früh oder spät beginnen. In Bundesländern, in denen diese schon ab Mitte Juni anfangen, erscheinen Pfingstferien weniger sinnvoll, da die Periode zwischen ihnen und den Sommerferien zu kurz wäre.
In der Schweiz sind Pfingstferien unbekannt, einzig der Pfingstmontag ist in den meisten Kantonen schulfrei.
In Österreich wird als Pfingstferien das verlängerte Wochenende um Pfingsten bezeichnet. Hierbei sind die vier Tage vom Samstag vor Pfingsten bis einschließlich Dienstag nach Pfingsten schulfrei. Diese Regelung gilt für alle Bundesländer, die keine Herbstferien festgelegt haben.

#### Sommerferien
| Nr. | Bundesland             |
| --- | ---------------------- |
| I   | Schleswig-Holstein     |
|     | Mecklenburg-Vorpommern |
|     | Hamburg                |
|     | Brandenburg            |
|     | Berlin                 |
| II  | Thüringen              |
|     | Sachsen-Anhalt         |
|     | Sachsen                |
|     | Niedersachsen          |
|     | Bremen                 |
| III | Nordrhein-Westfalen    |
| IV  | Saarland               |
|     | Rheinland-Pfalz        |
|     | Hessen                 |
| V   | Bayern                 |
|     | Baden-Württemberg      |

Die Sommerferien (umgangssprachlich auch: große Ferien) bilden in den meisten Staaten den größten Teil der unterrichtsfreien Zeit für Schüler und Lehrer und liegen am Ende des Schuljahres. Ihr Ursprung findet sich in den Hundstagsferien.
In Deutschland dauern die Sommerferien an allgemeinbildenden Schulen zwischen sechs und sieben Wochen und sind zur Entzerrung des Reiseverkehrs in fünf Gruppen von jeweils einem oder mehreren Bundesländern gestaffelt. Die frühesten Ferien beginnen dabei Mitte Juni, die spätesten enden Mitte September. Die Termine werden nach einem rotierenden System den Ländergruppen (s. Tabelle) zugeordnet, wobei Baden-Württemberg und Bayern traditionell immer die spätesten Sommerferien haben. Der damalige Vorsitzende der Kultusministerkonferenz (KMK) Hans Maier erläuterte diesen Umstand im Juli 2025 gegenüber der Süddeutschen Zeitung damit, dass damals im Jahr 1971 kein Bundesland bereit war, seine Sommerferien in den August/September zu legen, weil es dann schon zu kalte Temperaturen geben könne. Deshalb sollte dieser späte Termin nach dem Willen der Mehrheit der Länder nicht in die Rotation einbezogen werden. Diese festgefahrene Situation, in der sich in den Verhandlungen nichts mehr bewegt habe, habe erst dadurch aufgelöst werden können, dass er als KMK-Vorsitzender als Zugeständnis an die anderen Länder vorschlug, Bayern solle als „Opfer“ dauerhaft den späten Ferientermin übernehmen, obwohl man auch in Bayern wirklich die Kälte gefürchtet habe. Angesichts dieser Tatsache könne er nur darüber staunen, dass Bayern von anderen Bundesländern „wegen Sturheit“ gescholten werde, wenn es 2025 an seinem „Opfer“ von 1971 festhalten wolle.
In Österreich dauern die Schulferien im Sommer neun Wochen von Ende Juni bzw. Anfang Juli bis Anfang September und sind in zwei Gruppen von Bundesländern gestaffelt. In Wien, Niederösterreich und dem Burgenland beginnen sie in der letzten Juniwoche bzw. in der ersten Juliwoche, in den übrigen Bundesländern um eine Woche später. Die Staffelung wurde 1974 eingeführt.
In der Schweiz variiert die Dauer der Sommerferien je nach Kanton. In einer Mehrheit der Deutschschweizer Kantone, darunter die großen, dauern sie fünf bis sechs Wochen, in der französischsprachigen Schweiz etwas mehr. Im Tessin dauern sie elf Wochen – im Aargau jedoch nur drei. In elf Kantonen beginnen die Sommerferien an einem Samstag, der als Bündelitag bezeichnet wird.
Die längste Sommerferienzeit der Welt gilt in Lettland mit 13 Wochen.

#### Sonstige Ferien
Zu diesen üblichen Schulferien, die es in den meisten Regionen in gleichartiger Form gibt, können noch weitere Ferienzeiten treten.
In Deutschland gibt es in verschiedenen Bundesländern das Konzept von beweglichen Ferientagen, die die einzelnen Schulen frei ansetzen können. In einigen Bundesländern (zum Beispiel Bayern) wurde dieses Konzept auf Grund der damit verbundenen Probleme insbesondere für Eltern mit Kindern in unterschiedlichen Schulen wieder abgeschafft.
In Österreich gibt es auf Bundesebene das Konzept der schulautonomen Tage. Diese können auf Ebene der Bundesländer einheitlich, für einzelne Schularten, einzelne Schulen, einzelne Schulstufen oder einzelne Klassen einer Schulstufe verwendet werden. Für 2016/2017 gilt: 2 autonome Tage werden vom Land vergeben, 2 weitere von der jeweiligen Schule.

## Weitere Länder
In anderen Ländern kommen die unterschiedlichsten Systeme von Schulferien zur Anwendung.

### Luxemburg
In Luxemburg gibt es eine Woche Allerheiligenferien (Herbstferien), die Ende Oktober beginnen und Anfang/Mitte November enden.
Die zwei Wochen Weihnachtsferien beginnen Mitte/Ende Dezember und enden Anfang Januar.
Die Karnevalsferien sind im Februar angesiedelt und dauern eine Woche.
Die zwei Wochen Osterferien beginnen je nachdem wann Ostern ist, sprich Mitte März bis Ende April.
Die eine Woche Pfingstferien beginnt je nachdem wann Pfingsten ist, sprich Mitte Mai bis Mitte Juni.
Die Sommerferien beginnen Mitte Juli und enden Mitte September.

### Vereinigtes Königreich
Im Vereinigten Königreich werden die Ferientermine in Schottland, Wales und Nordirland von der jeweiligen Regionalregierung einheitlich festgelegt. Für England ist die britische Regierung in London zuständig. Das Schuljahr ist in allen Landesteilen in Trimester unterschiedlicher Länge eingeteilt, die wiederum jeweils durch eine half-term genannte Ferienwoche geteilt sind. Dadurch ergibt sich im Allgemeinen eine der deutschen sehr ähnliche Staffelung: eine Woche Herbstferien (autumn half-term), zwei Wochen Weihnachtsferien, eine Woche im Februar (winter half-term), zwei Wochen Osterferien, eine Woche Ende Mai (spring half-term), sechs bis sieben Wochen Sommerferien. In Schottland, wo die Sommerferien meistens früher als in England oder Wales liegen, gibt es manchmal nur wenige Tage Ende Mai und dafür weitere lange Wochenenden im September.

### Vereinigte Staaten
In den USA werden die Termine für die Schulferien (School Vacations, Breaks) von den Schulbezirken (school districts) festgelegt. Die Sommerferien (Summer Break) beginnen meist Ende Mai/Anfang Juni und enden Ende August/Anfang September. Verbreitet sind darüber hinaus einwöchige Ferien zu Thanksgiving (Ende November, Thanksgiving Break), zu Weihnachten (Christmas/Holiday Break) und zu Ostern (im März/April, Spring Break), in manchen Landesteilen auch noch zum Labor Day (im September/Oktober, Fall Break) und im Februar/März (Winter Break).

### Niederlande
In den Niederlanden gibt es gut eine Woche Herbstferien, zwei Wochen Weihnachtsferien und knapp 10 Tage Frühjahrs- und Maiferien. Die Sommerferien sind für Grundschüler sechs Wochen lang, für Schüler weiterführender Schulen gab es bis zu 2013 sieben Wochen, ab 2014 sechs Wochen. Insbesondere die Herbst- und Sommerferien differieren in ihren Daten für Nord, Mittel- und Südniederlande.

### Belgien
In Belgien sind im gesamten Juli und August Sommerferien. Außerdem gibt es jeweils eine Woche Ferien um Allerheiligen und Karneval sowie zwei Wochen um Weihnachten/Neujahr und Ostern.

### Frankreich
In Frankreich werden die Schulferien zentral durch das Erziehungsministerium festgelegt. Es gibt drei Zonen: A, B und C. In allen Zonen gibt es acht Wochen Sommerferien im Juli und August sowie zwei Wochen Ferien um Weihnachten und zwei Wochen um Allerheiligen. Je zwei Wochen Ski- und Frühjahrsferien (Ostern) liegen nach Zonen differenziert im Februar und im April. Bei der Planung wird versucht, einen Schul- und Ferienrhythmus von sechs bis sieben Wochen Schule und zwei Wochen Ferien zu gestalten.

#### Französische Überseegebiete
Die Schulferien und sogar insgesamt der Schulkalender können in den französischen Überseegebieten sehr unterschiedlich sein. Jeder Leiter einer Académie ist für den Schulkalender seiner Académie verantwortlich. Er soll die Ferientermine durch Erlass und für einen Zeitraum von drei Jahren festlegen.
Die Besonderheiten der Überseegebiete werden berücksichtigt. Zum Beispiel in Neukaledonien sowie Wallis und Futuna dauert das Schuljahr von Februar bis Dezember: die längsten Ferien sind im Sommer auf der Südhalbkugel.

### Italien
In Italien sind die Schulferien größtenteils einheitlich geregelt, in den einzelnen Regionen gibt es Abweichungen von wenigen Tagen. Die Sommerferien beginnen Anfang/Mitte Juni und dauern bis Anfang/Mitte September. Außerdem gibt es zweiwöchige Weihnachtsferien und einwöchige Osterferien sowie diverse schulfreie Feiertage. Darüber hinaus können die lokalen Schulbehörden und Schulen noch weitere einzelne freie Tage selbst bestimmen.
siehe auch: Ferragosto

### Nigeria
In Nigeria sind die längsten Ferien von Mitte Juli bis zur zweiten Septemberwoche in den weiterführenden Schulen. In Hochschulen sind diese Ferien kürzer im selben Zeitraum. Jede Schule legt die Ferientage selbstständig fest.

### Osttimor

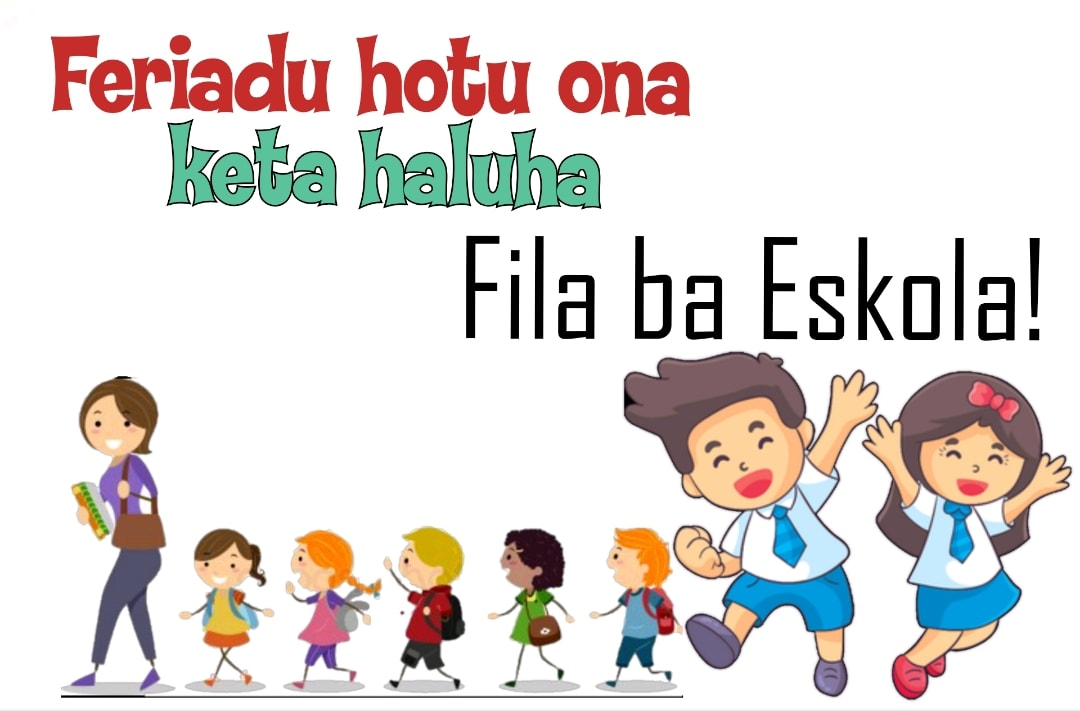
Plakat des Bildungsministeriums Osttimors: „Ferien sind zu Ende - Nicht vergessen - Kinder in die Schule“

In Osttimor läuft das Schuljahr parallel zum kalendarischen Jahr. Schulferien gibt es nur zwischen Weihnachten und Neujahr. Ansonsten ist nur an den öffentlichen Feiertagen schulfrei.

### Russland
In Russland sind die Ferientage an den öffentlichen Schulen vorgeschrieben.
Zwei Wochen Winterferien im Januar.
Die Frühlingsferien sind eine Woche im April.
Eine weitere Woche Herbstferien im November.
Die Sommerferien starten am 25. Mai und enden am 1. September.

### Tschechien
In Tschechien sind die Schulferien zum großen Teil einheitlich geregelt. Die Sommerferien letní prázdniny umfassen die kompletten Monate Juli und August. Ende Oktober gibt es zwei schulfreie Tage, die um den 28. Oktober (Tag der Gründung der Tschechoslowakei 1918) gelegt werden und so ein verlängertes Wochenende erzeugen. Die Weihnachtsferien vánoční prázdniny gehen in der Regel vom 23. Dezember bis zum 2. Januar. Der erste Freitag im Februar ist ein schulfreier Tag (pololetní prázdniny – Halbjahresferien). In den darauffolgenden sechs Wochen hat jeder okres (Landkreis) gestaffelt eine Woche Frühjahrsferien (jarní prázdniny). Die Osterferien (velikonoční prázdniny) beginnen am Gründonnerstag und gehen bis zum darauffolgenden Dienstag.
Darüber hinaus haben die Schuldirektoren die Möglichkeit, einige Tage ředitelské volno (direktorenfrei) zu bestimmen.